# Кириленко Іван Павлович
Іван Павлович Кириленко (1853 — після 1906) — український селянин. Депутат Державної думи Російської імперії I скликання від Полтавської губернії.

## Життєпис
Народився 1853 року.
Українець за походженням, православний. Селянин села Горошине Хорольського повіту Полтавської губернії.
Брав участь у російсько-турецькій війні 1877—1878 років, зокрема в обороні Шипки. Тоді ж навчився грамоті. За участь у бойових діях нагороджений Відзнакою військового ордена святого Георгія IV та III ступенів.
Після відставки з військової служби займався хліборобством у рідному селі, де володів п'ятьма десятинами землі.
16 березня 1906 року обраний депутатом Державної думи Російської імперії I скликання від Полтавської губернії. Під час діяльності в парламенті був безпартійним. Підписав законопроєкт «33-х» щодо аграрного питання та спільну заяву 20 депутатів (переважно з українських губерній) до міністра внутрішніх справ щодо вчителя з міста Хорол, що на той момент перебував в ув'язненні протягом 4 місяців без пред'явлення звинувачень.
Доля Івана Кириленка після розпуску думи I скликання невідома.